# أومرتا
رواية OMERTA أومرتا أو قاعدة الصمت.
اومرتا هي أحد روايات ماريو بوزو الثلاث، التي تتحدث عن المافيا.نشرت عام 2000, بعد الرواية الأولى (الأب الروحي)ورواية (الصقلي).لم ير بوزو روايته بعد نشرها، لانه مات قبل حدوث ذلك.
حبكة الرواية
تبدأ مع وفاة (دون زينو) في صقلية. وتبقي ابنه الرضيع (أستور)، مع دون ريمون أبريل، الذي يعيش في نيويورك، حيث انه معروف لكونه رئيس المافيا عادلة ولكن لا ترحم. أبريل هو الأرمل الذي لا يريد أن يتبعه أولاده في مجال الأعمال التجارية غير المشروعة. ولكي يحميهم، فقد أرسلهم إلى مدارس داخلية خاصة، لا يراهم إلا في أيام العطلات. كان استور هو الابن المفضل لأبريل، كان ينظر اليه كابن أخيه، وتم اختياره ليكون المكلف بحماية الأسرة بعد وفاة أبريل.
في أحد فصول الصيف، قرر أبريل ان يأخذ أستور الي صقلية.بينما كان الاثنان يسيران في شوارع صقلية، قامت بخطفهم عصابة صغيرة ((Cosca مقابل فدية لم يكونوا يعلمون مقدار قوة ونفوذ أبريل.حذر أبريل الخاطفين وطلب منهم ان يتركوهم يذهبوا فوراً، قائلاً لهم«ستكون بقية حياتكم بائسة إذا لم تفعلوا!».بحلول منتصف الليل قام بيانكو صديق الدون بتحريرهم.اراد الدون الانتقام من خاطفيه وهم على قتلهم، ولكن طلب منه أستور الا يفعل، فسمح عنهم الدون، وأصبحوا خادمين مطيعين له فيما بعد.
عندما بلغ أستور عامه السادس عشر، كانت لديه علاقة غرامية مع نيكول: أصغر أبناء الدون وابنته الوحيدة.أمره الدون بأن ينهي العلاقة وان يذهب إلى لندن للالتحاق بالجامعة.كانت نيكول منزعجة من هذا الأمر.ولكن أستور أطاع عمه بدون جدال.بقى أستور هناك سنة كاملة، مع السيد بريور، صديق الدون المصرفي.ثم عاد إلى صقلية، وبقى بها عشر سنوات، خدم خلالها تحت الدون بيانكو، صديق قديم وحامي لأبريل. التقى هناك بامرأة شابة تدعى روزي، أصبح بينهما علاقة غرامية، استمرت خلال الفترة التي قضاها في صقلية، حتي تبين انها
عندما يعود أستور، وقد انهى تدريبه، يقرر أبريل انه حان الوقت للتقاعد من عمله الخطير.سوي كافة أعماله، وسدد ماعليه بالكامل، واحتفظ فقط بعشرة بنوك دولية كان يملكها، وكانت شرعية بالكامل.وأخبر أستور بانه ينبغى الا تباع هذه البنوك بعد موته. وكتب في وصيته أن أستور سيمتلك 51% من أسهم البنوك، والباقي يملكه بقية أولاده.وأن أرباح البنك سوف توزع بالعدل.وفي غضون ذلك، بدأ الدون في تأسيس تجارة لأستون لاستيراد المكرونة.
فاليريوس، الابن الأكبر لأبريل، قام بدعوة اخواته إلى اجتماع اسري، بعد بدء الاجتماع، قام رجلين باغتيال أبريل بإطلاق الرصاص عليه من سيارة مسرعة.وتمكنوا من الهرب لغياب سلطات الأمن.بالرغم من قوة الدون، الا انه لم يكن هناك تحقيق في الحادث. تيمونا بورتيللا، التي تدير المنظمة الإجرامية الوحيدة الهامة، والمتبقية في مدينة نيويورك.ومعها شركائها الدوليين، حاولت التفاوض مع أبناء الدون المتوفي، لشراء العشرة بنوك من أجل غسل أموال المخدرات بها.ومع ذلك، قام أستور الذي يملك الحصة الأكبر برفض عرضها.واتبع وصية الدون، وأعلن انه اكتشف حبه للصناعة المصرفية.
في البداية، رغب أبناء الدون في بيع البنوك، ظناً منهم أن استور مجرد شخص ساذج وبرئ، بسبب طبيعته الحسنة وسلوكة الودود.ووعلى الرغم من حيرتهم عن سبب ترك والدهم الحصة الأكبر لأستور.وبمرور الوقت، بدأوا يرورن ان والدهم اراد ان يؤمن مستقبل باهر لوظائفهم.وهذا ما حصل، مع فاليريوس الضابط العسكري ذو المركز الرفيع، ومارك انتونيو منتج تلفزيوني ناجح، ونيكول المحامية الناجحة في مكتب محاماة بارز. بدأو أيضاً يرون أن هناك الكثير بخصوص ابن عمهم أستور، أكثر مما كانوا يظنون، وبدأوا يشكون في السبب الحقيقي وراء تكليفه الدون له بهذه المهمة.
بالاعتماد على خبرة سنوات تدريبه، سعى أستور بشكل منهجي وراء كل المسئولين عن موت الدون، كما حاول إدارة البنوك، مستعيناً بأصدقاء الدون القدامى لتقديم النصح والمشورة.خلال أحد المرات، اقترحوا عليه بيع البنوك لتجنب المشاكل، ولكنهم اعجبوا به عندما رفض هذه الفكرة بأدب. ورأوا فيه التصميم والقوة التي تنقصهم شخصياً. وجد أستور كل من اشترك في مقتل الدون أبريل، بدءاً من القاتل المحترف إلى الذين امروا بالهجوم.وأصبح قادر على القضاء عليهم دون أن تكتشف ذلك السلطات. بعد عامين، أصبحت نيكول المدير العام للبنوك.ويعمل أشقائها على فيلم تلفزيوني يسرد حياة والدهم، بمساعدة أستور كمستشار يمدهم ببعض التفاصيل.قرر أستور في نهاية المطاف الانتقال إلى صقلية بشكل دائم.وهناك تزوج روزي، ورزقوا بطفلهم الأول، الذي أسموه ريموند زينو.تيمناً بالأبين الذي حصل عليهم أستور. وأخذوا يتصورون اليوم الذي سوف يجلبوا فيه ابنهم إلى أمريكا.